# Прибислав Симић
Прибислав Симић (Врело 1. септембар 1935 - Београд, 20. новембар 2021) био је протођакон Српске православне цркве, дугогодишњи редовни професор и декан Православног богословског факултета у Београду.

## Биографија
Рођен 1935. године у месту Врело у тадашњем срезу Ваљево. Богословију Светог Саве у манастиру Раковици завршава 1954. године. Те године се уписао на Богословски факултет Српске православне цркве у Београду, на коме је успешно окончао редовне четворогодишње студије 1960. По препоруци Професорског савета Богословског факулета СПЦ и уз благослов тадашњег епископа Шабачког Г. Симеона (Станковића) (1886-1960), Прибислав Симић је у априлу 1960. отишао у Берн (Швајцарска) на постдипломске студије на Старокатолички богословски факултет. Тамо је слушао наставу три семестра, а потом је у новембру 1961. отишао у Екуменску високу школу у Босеу код Женеве (Швајцарска). Током 1961. усавршавао је знање немачког језика на Гетеовом институту у Графингу код Минхена (Њемачка). Одлуком Светог Архијерејског Синода СПЦ бива постављен за суплента Богословије Светог Саве у Београду 1962. године. Године 1975. изабран је за доцента Богословског факултета, затим 1984. бива изабран за ванредног, а 1991. за редовног професора за предмет литургика са хришћанском археологијом и црквеном уметношћу. Свој ангажман на Богословском факултету у Београду завршава академске 2001/2002. одласком у пензију. Професор Симић више пута биран за декана Православно богословског факултета Универзитета у Београду. Посебан допринос професора Симића представља његово ангажовање у целокупном подухвату изградње нове зграде Факултета (1984-1993). Нашавши се на месту секретара одбора за изградњу и жртвујући научни рад у овом периоду поводом тога успева да, упркос многобројним проблемима, умногоме допринесе да зграда буде довршена.
Сахрањен је на сеоском гробљу у родном месту.